# 日本國鐵DC11型柴油機車
DC11型柴油机车（日语：DC11形ディーゼル機関車）是日本铁路的第一代柴油机车车型之一，由日本国有铁道的前身铁道省于1929年（昭和4年）从德国引进。

## 历史
1930年，作为第一次世界大战结束后的赔偿，日本铁道省从德国引进了两台柴油机车。两种机车的柴油机装车功率均为600马力（441千瓦），但采用了各异的传动方式，以作比较。其中一台机车由克虏伯公司制造，采用机械传动方式，称为DC10型柴油机车；而另一台机车由埃斯林根机械制造厂制造，采用电力传动方式，称为DC11型柴油机车，柴油机由MAN公司制造，电气设备由BBC公司制造。
1929年6月，DC11型柴油机车运抵神户港，并在鹰取工场进行了彻底的解体检查，以深入了解电力传动柴油机车的结构，然后又重新组装和进行测试。1930年9月25日起，DC11型柴油机车在山阳本线的姬路—冈山—庭濑区段进行了为期三天的试运行。此后，机车配属鹰取工场附近的鹰取机关区投入运用，主要担当神户港港区铁路的货物列车调车任务。1930年底，DC10型柴油机车亦在神户港投入运用。1935年（昭和10年），由于柴油机出现机体裂纹，DC11型柴油机车被封存，随后被报废拆解。
在运用过程中，日本的铁道部门逐渐发现了两种柴油机车的一些优点和缺点。DC10型柴油机车的低速柴油机虽然比较笨重，但可靠性明显比DC11型柴油机车的中速柴油机好。DC11型柴油机车的柴油机结构精密，许多零部件需要高精度的加工工艺，这对当时的日本工业水平无疑是很大的挑战，一直难以自行制造具备足够的精度的零部件，这对机车的维护和运用亦造成不少麻烦。然而在传动装置方面，机械传动的故障率较高、操纵亦较为困难，相比之下电力传动受到了更大的重视。除此之外，对于一种用于调车作业的柴油机车，采用中置司机室的DC11型柴油机车具有更佳的瞭望视野，比单端司机室的DC10型柴油机车显得更适合。通过对这两种机车的深入研究和分析，对日本柴油机车的发展发挥了重要的作用。

## 技术特点
DC11型柴油机车采用罩式车体，司机室设置于车体中部，前后两段均为机械室，机械室的高度与司机室相同。I端的机械室安装了两台牵引电动机，II端的机械室内安装了一台柴油发电机组。用于冷却柴油机的冷却水散热器安装在I端机械室的侧墙上，并利用大直径的风扇进行强迫通风。
机车装用一台MAN公司的W6Vu28/38型柴油机，该型柴油机是六气缸、直列式的四冲程中速柴油机，并曾经用于第一次世界大战的U型潜艇。气缸直径为280毫米，活塞行程为380毫米，小时制额定功率为600马力，额定转速为每分钟665转，转速范围为每分钟250～700转。由于柴油机的输出轴直接与牵引发电机连接，当高速运转时会产生固有振动频率的风险，考虑到曲轴对附加应力的承受能力，所以决定将柴油机最高转速限制在每分钟665转。柴油机采用空气启动系统，由风缸和起动风泵提供压缩空气来启动柴油机。这种柴油机的主要特点是结构紧凑、体积细小，从而大幅减轻了重量，柴油机重量仅为5,300公斤。另外，气缸盖采用了轻薄和复杂的结构，因此对气缸体和气缸盖的铸造和加工技术提出了极高的要求，以保持适当的强度和精度。除此之外，柴油机的冷却水系统亦存在缺陷，由于冷却水泵和柴油机采用整合的结构，使轴承和汽缸中的机油会渗漏到冷却水中，因而增加了机油消耗量。
机车采用直—直流电传动，机车装用一台GE870/8/320型直流发电机，最大输出电压为750伏，额定输出功率为380千瓦。牵引电动机采用GLM75型直流串励电动机，冷却方式为自通风冷却。两台牵引电动机安装在第一对动轮和导轮之间的车体底架上，通过齿轮机构向主动轴输出扭矩。机车的走行部仍然保持了与蒸汽机车相似的形式，主动轴的扭矩通过连杆机构传递到三对动轮。机车两端并各设有一对导轮，机车轴式为1-C-1。

## 参看
- DC10型柴油机车
- DD10型柴油机车
- 日本柴油机车列表